# Jonathan Dubasin
Jonathan Dubasin (La Seu d'Urgell, 2 febbraio 2000) è un calciatore spagnolo, attaccante dello Sporting Gijón in prestito dal Basilea.

## Carriera
Ha iniziato a giocare a calcio con il FC Andorra per poi passare all'Atlètic Segre nel 2017 ed al Girona in quello successivo. Il 18 luglio 2019 è stato ceduto in prestito al Figueres dove ha giocato il suo primo incontro ufficiale il 1º settembre contro il Manresa in Tercera División. Ha segnato la sua prima rete il 3 novembre nella trasferta persa 3-1 contro il Sants. Il 7 ottobre 2020 è passato in prestito allo Llagostera ed il 3 agosto dell'anno successivo, con la stessa formula, è passato all'UD Logroñés.
Il 19 luglio 2022 ha firmato un triennale con l'Albacete neopromosso in Segunda División. Autore di un'ottima stagione dal punto di vista personale con 11 reti in 43 incontri, il 3 luglio 2023 è stato acquistato dal Basilea.
Con il club svizzero ha trascorso la prima parte di stagione, giocando con poca frequenza a causa di alcuni infortuni, e infatti nel mercato invernale del 2024 ha fatto ritorno in Spagna, ceduto in prestito al Real Oviedo fino al termine della stagione. Il 26 luglio 2024 è stato nuovamente ceduto in prestito, questa volta allo Sporting Gijón.

## Statistiche

### Presenze e reti nei club
Statistiche aggiornate al 2 novembre 2024.
| Stagione        | Squadra         | Campionato      | Campionato | Campionato | Coppe nazionali | Coppe nazionali | Coppe nazionali | Coppe continentali | Coppe continentali | Coppe continentali | Altre coppe | Altre coppe | Altre coppe | Totale | Totale | Totale |
| Stagione        | Squadra         | Comp            | Pres       | Reti       | Comp            | Pres            | Reti            | Comp               | Pres               | Reti               | Comp        | Pres        | Reti        | Pres   | Reti   |        |
| --------------- | --------------- | --------------- | ---------- | ---------- | --------------- | --------------- | --------------- | ------------------ | ------------------ | ------------------ | ----------- | ----------- | ----------- | ------ | ------ | ------ |
| 2019-2020       | Figueres        | TD              | 22         | 5          | CR              | 0               | 0               | -                  | -                  | -                  | CC          | 1           | 0           | 23     | 5      |        |
| 2020-2021       | Llagostera      | SDB             | 22         | 3          | CR              | 1               | 0               | -                  | -                  | -                  | -           | -           | -           | 23     | 3      |        |
| 2021-2022       | UD Logroñés     | PDR             | 36         | 11         | CR              | 1               | 1               | -                  | -                  | -                  | -           | -           | -           | 37     | 12     |        |
| 2022-2023       | Albacete        | SD              | 41         | 10         | CR              | 2               | 1               | -                  | -                  | -                  | -           | -           | -           | 43     | 11     |        |
| 2023-gen. 2024  | Basilea         | SL              | 10         | 2          | CS              | 1               | 1               | UECL               | 0                  | 0                  | -           | -           | -           | 11     | 3      |        |
| gen.-giu. 2024  | Real Oviedo     | SD              | 23         | 0          | CR              | 0               | 0               | -                  | -                  | -                  | -           | -           | -           | 23     | 0      |        |
| 2024-2025       | Sporting Gijón  | SD              | 12         | 3          | CR              | 1               | 0               | -                  | -                  | -                  | -           | -           | -           | 13     | 3      |        |
| Totale carriera | Totale carriera | Totale carriera | 166        | 34         |                 | 6               | 3               |                    | 0                  | 0                  |             | 1           | 0           | 173    | 37     |        |